# François Tracanelli
François Tracanelli (* 4. Februar 1951 in Udine, Italien) ist ein ehemaliger französischer Stabhochspringer.
Bei den Europameisterschaften 1969 in Athen schied er ohne gültigen Versuch aus.
1970 siegte er bei den Halleneuropameisterschaften in Wien und gewann Bronze bei der Universiade, und 1971 scheiterte er bei den Europameisterschaften in Helsinki abermals mit einem Salto Nullo.
Einem achten Platz bei den Olympischen Spielen 1972 in München folgte ein Sieg bei der Universiade 1973 und ein elfter Platz bei den Europameisterschaften 1974 in Rom.
1975 wurde er Siebter bei den Halleneuropameisterschaften in Kattowitz und verteidigte seinen Titel bei der Universiade, 1976 wurde er Sechster bei den Halleneuropameisterschaften in München und qualifizierte sich bei den Olympischen Spielen in Montreal für das Finale, in dem ihm jedoch kein gültiger Versuch gelang.
1978 wurde er jeweils Siebter bei den Halleneuropameisterschaften in Mailand und bei den Europameisterschaften in Prag.
1969, 1972 und 1976 wurde er französischer Meister im Freien, 1978 in der Halle. Seine persönliche Bestleistung von 5,55 m stellte er am 23. August 1981 in Nizza auf.
François Tracanelli startete für die ES Viry-Châtillon.